# Зінов'єв Андрій Васильович
Андрі́й Васи́льович Зіно́в'єв (1999—2022) — лейтенант Збройних сил України. Випускник Національної академії сухопутних військ імені гетьмана Петра Сагайдачного, учасник антитерористичної операції та російсько-української війни, що загинув у ході російського вторгнення в Україну в 2022 році.

## Нагороди
- орден «Богдана Хмельницького» III ступеня (2022, посмертно) — за особисту мужність і самовіддані дії, виявлені у захисті державного суверенітету та територіальної цілісності України, вірність військовій присязі.